# 浅川満寛
浅川 満寛（あさかわ みつひろ、1965年 - ）は、元青林堂・青林工藝舎の漫画編集者。Kabuta Audio Lab代表。
劇画史研究会主催。漫画原作者の大西祥平との共同レーベル「ひよこ書房」を主催。編集業以外にも斧田小、兜田麟三名義での文筆活動や特殊漫画の復刻活動も行っている。

## 経歴
神奈川県生まれ。早稲田大学で美術史を専攻、卒論は「初期つげ義春論」。1991年青林堂入社。元青林堂営業部員。1997年に青林堂を退社し、まんだらけ編集を経て青林工藝舎に移籍。同社では海外出版部門を担当しながら辰巳ヨシヒロ、米沢嘉博、吾妻ひでお、つげ義春の担当編集も兼任し、貸本劇画・エロ劇画の復刻活動や劇画史研究なども続けていたが、2012年に青林工藝舎を退社。現在はフリーランスで編集・執筆・劇画史研究に携わる傍ら、千葉県いすみ市でヴィンテージ・カートリッジの修理販売業を営んでいる。

## 著書
- 『アナログ・ミステリー・ツアー世界のビートルズ1962-1966』青林工藝舎（2012年）
湯浅学(著), 兜田麟三(編集)
- 『再び大阪がまんが大国に甦る日』新なにわ塾叢書：ブレーンセンター（2014年）
松本正彦、辰巳ヨシヒロ、助野嘉昭、谷岡曜子、森下真、吉村和真、中野晴行、花村えい子、竹内オサム、ビッグ錠、村上知彦、大阪府立大学観光産業戦略研究所、関西大学大阪都市遺産研究センター、大阪府・新なにわ塾叢書企画委員会との共著
「駒画×劇画対談 松本正彦×辰巳ヨシヒロ」を斧田小名義で寄稿（初出は青林工藝舎刊『アックス』61号）
- 『つげ義春 名作原画とフランス紀行』 新潮社：とんぼの本（2022年6月）- つげ義春、つげ正助との共著

## 復刻活動

### ひよこ書房[4]
- 松本正彦『パンダラブー』全2巻 - のち、青林工藝舎から単行本化。
- 早見純自選最低作品集『純にもぬかりはある』
- 紺野泰介作品集『変態劇畳』
- 早見純『純の自己嫌悪』
- ロマン優光『音楽家残酷物語』 - 復刻ではなく新たなエッセイ集。
- 松本正彦『たばこ屋の娘 70年代短編傑作集』 - のち、青林工藝舎から単行本化。

## メディア出演
テレビ朝日『天命ナインティナイン』（2020年4月10日放送）